# Pedro de Villarreal
Pedro de Villarreal (falecido em 1619) foi um prelado católico romano que serviu como bispo da Nicarágua (1603–1619).

## Biografia
Pedro de Villarreal nasceu em Andujar, em Espanha. No dia 22 de outubro de 1603, foi nomeado bispo da Nicarágua durante o papado do Papa Clemente VIII. A 31 de janeiro de 1604, foi consagrado bispo por Pedro Castro Quiñones, arcebispo de Granada. Serviu como Bispo da Nicarágua até à sua morte em 1619.